# Copifrontia xantherythra
Copifrontia xantherythra är en fjärilsart som beskrevs av George Francis Hampson 1905. Copifrontia xantherythra ingår i släktet Copifrontia och familjen nattflyn. Inga underarter finns listade i Catalogue of Life.